# Pomo del nord

Zona on es parlava pomo

Pomo del nord, també conegut com a pomo de Sal, és una llengua pomo del Nord de Califòrnia. Es va parlar als marges del llac Clear, al comtat de Lake, pels pomo Habematolel d'Upper Lake, una de les tribus reconegudes federalment pomo.
El pomo del nord es va extingir en 1994 amb la mort d'Edna Guerrero.